# Lipa wonna
Lipa wonna (Tilia amurensis Rupr.) – gatunek drzewa z rodziny ślazowatych. Występuje naturalnie we wschodniej Rosji (w obwodzie amurskim oraz krajach Chabarowskim i Nadmorskim), północno-wschodnich Chinach (Mandżuria) oraz na Półwyspie Koreańskim. 

## Morfologia
PokrójZrzucające liście drzewo.
LiścieBlaszka liściowa ma kształt od owalnego do okrągławego. Mierzy 5–8 cm długości oraz 5–7 cm szerokości, jest piłkowana na brzegu, ma nasadę od sercowatej do ściętej i ostry wierzchołek. Ogonek liściowy jest nagi i ma 30–70 mm długości.
KwiatyZebrane po 50–200 w wierzchotkach wyrastających z kątów eliptycznych podsadek. Mają 5 działki kielicha o lancetowatym kształcie. Płatków jest 5, mają podługowaty kształt i osiągają do 6–7 mm długości. Pręcików jest około 20.
OwocOrzeszki mierzące 5–8 mm średnicy, o odwrotnie jajowatym kształcie.

## Biologia i ekologia
Rośnie w lasach. Występuje na wysokości do 600 m n.p.m.

## Zmienność
W obrębie tego gatunku wyróżniono dwie odmiany:
- T. amurensis var. araneosa C.Wang & S.D.Zhao
- T. amurensis var. sibirica (Fisch. ex Bayer) Y.C.Zhu